# Arthur Ficzko
Arthur Ficzko (* 17. Juli 1950 in Feldbach) ist ein ehemaliger österreichischer Arbeiterkammerfunktionär und Politiker (SPÖ), der am 17. Mai 1988 als Nachrücker in den steirischen Landtag einzog und dort bis zu seinem frühzeitigen Ausscheiden am 30. September 1990 als Landtagsabgeordneter im Amt blieb.

## Leben
Arthur Ficzko wurde am 17. Juli 1950 als Sohn von Helga Ficzko († 2022) in Feldbach geboren. Nach der allgemeinen Schulausbildung und dem Abschluss eines Studiums der Psychologie und Soziologie an der Universität Graz wurde Ficzko ab dem Jahr 1978 beruflich in der Bildungsabteilung der steirischen Arbeiterkammer tätig. Bereits damals war sozialdemokratisch engagiert und stieg der promovierte Doktor 1983 zum Landesvorsitzenden der Jungen Generation der SPÖ auf. Um das Jahr 1984 machte er innerhalb der Arbeiterkammer gegen den Kauf der Draken mobil. Außerdem war er Landesstellenleiter des Dr.-Karl-Renner-Instituts. Nachdem er ab 1986 als Bildungssekretär der steirischen Sozialdemokratie tätig gewesen war, zog er als Nachrücker für den ausgeschiedenen Georg Hammerl – am selben Tag rückte auch Siegfried Ussar für Johann Kirner nach – als Landtagsabgeordneter in den steirischen Landtag ein. Anstelle von Hammerl war er in weiterer Folge Ersatzmitglied im Ausschuss für Gesundheit und Ersatzmitglied im Petitionsausschuss. Im Ausschuss für Umweltschutz war er anstelle von Erna Minder ebenfalls ein Ersatzmitglied und im Verfassungs-, Unvereinbarkeits- und Immunitätsausschuss bekleidete er das Amt des Ersatzmitglieds anstelle von Walter Kohlhammer. Des Weiteren war er anstelle von Franz Zellnig Mitglied im Volksbildungsausschuss und anstelle Hammerls Ersatzmitglied im Ausschuss für Wissenschaft und Forschung.
Noch im selben Jahr gab er seinen Landesvorsitz bei der Jungen Generation ab. Dem Landtag gehörte er bis zu seinem frühzeitigen Ausscheiden am 30. September 1990 am. Danach zog er sich weitestgehend aus der aktiven Politik in der Steiermark zurück, blieb aber noch sozialdemokratisch aktiv. Später zog er nach Wien, wo er bis zu seiner Pensionierung Mitte der 2010er Jahre in verschiedenen Bereichen an der Wiener Arbeiterkammer tätig war. Dort war er unter anderem Leiter der Sozialakademie der Arbeiterkammer, Leiter des Wahlbüros oder Zuständiger für Weiterbildungspolitik innerhalb der AK.